# Юэбань (племя)
Юэбань (кит. упр. 悅般, пиньинь Yuèbān) — древнее хуннское племя, проживавшее на территории одноимённого владения Юэбань.

## Происхождение
Племена юэбань были потомками северных хуннов. В отношении хуннов существуют монгольская, тюркская, тюрко-монгольская и другие версии происхождения. Также исследователи писали о принадлежности юэбань к аварам, эфталитам и тюркам. По одной из версий, юэбань являлись частью эмигрировавших монгольских гуннов (хуннов).

## История

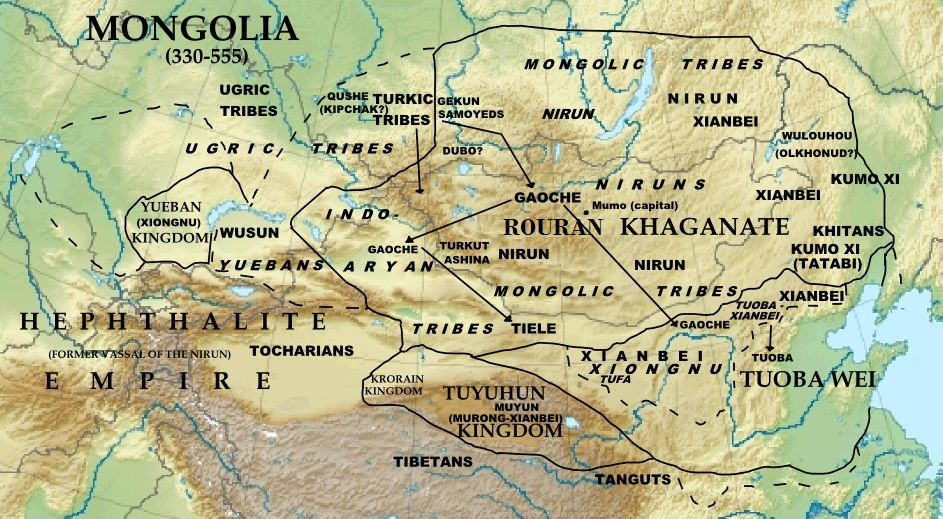
Жужаньский каганат и государство Юэбань

По Н. Я. Бичурину, земли «слабосильных» хуннов — один из аймаков, принадлежавших северному хуннускому шаньюю, пораженному китайским полководцем Дэу Хянь. Северный шаньюй в 93 году перешел через хребет Гинь-вэй-шань и ушел на запад в Кангюй, а «слабосильные» остались в числе около 200 000 душ. Они заняли нынешний Тарбагатайский округ под названием Дома Юебань.
Согласно Л. Н. Гумилёву, последний удар северным хуннам нанёс вождь сяньби Таншихай. Лишившись земледельческих районов в Западном крае, хунны двинулись на запад, чтобы отыскать новые. «Малосильные» остались в Семиречье, где основали княжество Юэбань. «Малосильные» хунны во II веке не ушли от наседавших сяньбийцев на запад, а укрылись в горных долинах Тарбагатая и Саура. В V веке они покорили Семиречье и Западную Джунгарию, а в VI—VII веках вошли в состав Западно-тюркского каганата. Хунны, перешедшие в Среднюю Азию, образуют державу Юэбань, распадающуюся на 4 племени: чуюэ, чуми, чумугунь, чубань. По Л. Н. Гумилёву, юэбань-хунны подверглись сильному влиянию согдийской культуры.
Согласно Бэй ши: «Государство Юэбань находится к северо-западу от Усунь, до Дай 10 930 ли... Живут к северу от Кучи, страна простирается на несколько тысяч ли». По мнению А. Г. Малявкина, утверждение о местонахождении государства Юэбань к северо-западу от усуней является ошибкой. В. В. Радлов поместил Юэбань между Балхашем и Уралом. Позднейшие исследования позволили уточнить территорию этого государства, которая включала в себя районы к востоку от оз. Иссык-Куль (долина р. Или), простирающиеся до долины р. Юлдуз. К. Сиратори отмечает, что центром государства был район Тарбагатая. По мнению А. Г. Малявкина, значительная часть территории государства Юэбань находилась в пределах современного Синьцзян-Уйгурского автономного района КНР.
К этнониму юэбань восходит название города Яйпан в Ферганской области Узбекистана.